# 210a Brigada Mixta (Exèrcit Popular de la República)
La 210a Brigada Mixta va ser una unitat de l'Exèrcit Popular de la República que va prendre part en la Guerra Civil Espanyola. Al llarg de la contesa la brigada va estar present als fronts d'Aragó i Extremadura.

## Historial
La unitat va ser creada al començament d'agost de 1937 a partir de diversos batallons d'aviació, quedant la nova unitat sota el comandament del tinent coronel d'infanteria Federico Rivadulla Arellano. Inicialment va quedar adscrita a la reserva general de l'Exèrcit de l'Est. Va arribar a intervenir en la batalla de Terol, el desembre de 1937, prenent part en l'assalt a la ciutat. També arribaria a intervenir en els combats d'Aragó, en la primavera de 1938, si bé la unitat va ser dissolta després del tall en dos de la zona republicana.
El 30 d'abril de 1938 va ser creada una brigada en el si de l'Exèrcit d'Extremadura sota el comandament del major de milícies Antonio Coronado Martínez. Adscrita a la 29a Divisió, inicialment la unitat va rebre la denominació de 88a Brigada Mixta Bis, si bé després adquiriria la seva numeració definitiva. El 15 de juliol es va integrar en la 63a Divisió del VII Cos d'Exèrcit, si bé una setmana següent va passar a la denominada Divisió «A» —que havia estat creada per a intentar reconstruir el front de Belalcázar, greument infringit per l'ofensiva enemiga. Amb posterioritat seria assignada a la nova 51a Divisió, unitat en la qual va romandre integrada fins al final de la guerra.

## Comandaments
Comandants
- Tinent coronel d'infanteria Federico Rivadulla Arellano;
- Major de milícies Antonio Coronado Martínez;
- Major de milícies Isidoro Banderas Fueyo;

Comissaris
- Salvador Lomeña;